# آر-۲ (موشک)
موشک بالیستیک کوتاه‌برد آر-۲ (انگلیسی: R-2) که بر پایهٔ طرح آر-۱ توسعه یافت، نسخه‌ای بهبود یافته از راکت آلمانی وی-۲ بود که توسط اتحاد جماهیر شوروی تولید شد.